# Formato Normandia

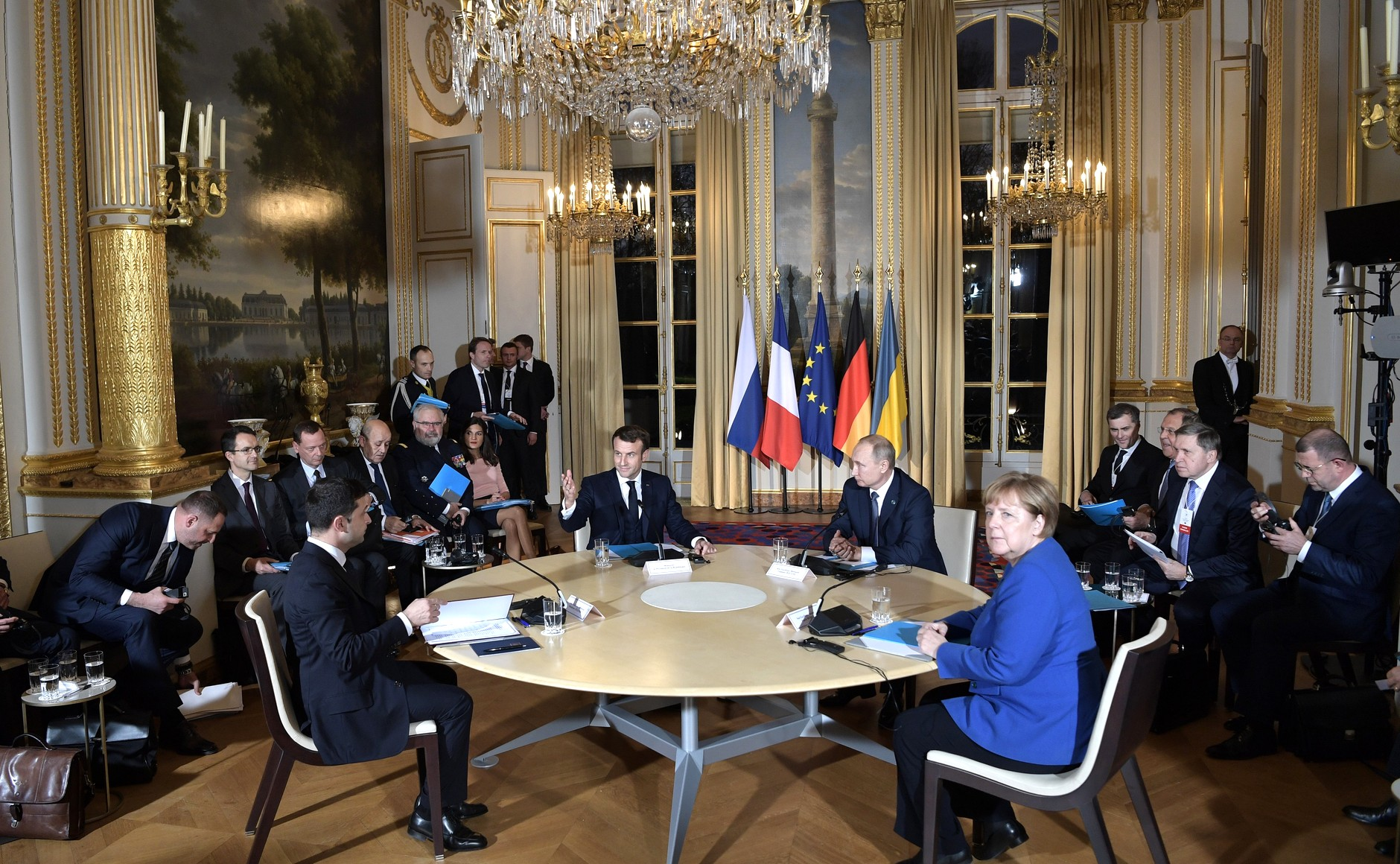
Incontro nel "Formato Normandia" Parigi, 9 dicembre 2019

Con la locuzione Formato Normandia si indica un gruppo di rappresentanti di alcuni Paesi (Germania, Russia, Ucraina e Francia) che si sono incontrati informalmente durante la celebrazione del D-Day nel 2014 nella regione francese cercando soluzioni per la guerra del Donbass. Esso è anche conosciuto come Normandy contact group.

## Storia
Il gruppo è stato creato il 6 giugno 2014, quando i rappresentanti di Francia, Germania, Russia e Ucraina si sono incontrati a margine del 70º anniversario del D-Day, nome in codice per lo sbarco alleato in Normandia. Opera principalmente tramite telefonate tra i capi di governo e i loro rispettivi ministri degli affari esteri. Il formato Normandia è stato talvolta allargato per includere l'Italia, la Bielorussia e il Regno Unito.
I negoziati e i colloqui sono stati bloccati dal 2016 all'autunno del 2019.
Il presidente ucraino Volodymyr Zelens'kyj, nel suo discorso inaugurale del maggio 2019, ha fatto dei colloqui di pace con la Russia la sua massima priorità. Ribadì quella priorità nel luglio di quell'anno quando invitò via YouTube la sua controparte a un dialogo con le parole "parliamo di a chi appartiene la Crimea e di chi non è nel Donbass".
Il 18 luglio è stato concordato un cessate il fuoco "globale" con l'arbitrato del Gruppo di Contatto Trilaterale sull'Ucraina.
A fine settembre 2019 la rivelazione di una telefonata tra il presidente degli Stati Uniti Donald Trump e Zelens'kyj, in cui quest'ultimo descriveva il sostegno di Francia e Germania come "tiepido", ha danneggiato l'immagine di Zelens'kyj in Europa. Il 10 ottobre, Zelens'kyj ha ripetuto la sua dichiarazione in una conferenza stampa pubblica. Il 21 settembre, il "continuo battibecco" era stato citato come causa di "un tiro alla fune politico" nella fase precedente ai negoziati, come erano stati sin dalla riunione del Formato Normandia nel 2016 a Berlino, ma il 9 settembre è stato debitamente ricordato l'accordo tra il presidente francese Emmanuel Macron e il presidente russo Vladimir Putin per riconvocare i colloqui quadripartiti, e la decisione di tenere nuovi colloqui è stata cementata in una riunione congiunta dei rappresentanti francese e tedesco il 16 ottobre.

## Incontri
Gli incontri sono stati sei.
1. Château de Bénouville, Normandia, Francia — 6 giugno 2014 — il primo incontro per celebrare il settantesimo anniversario dell'Operazione Overlord
2. Milano, Italia — 16–17 ottobre 2014 — come parte dell'Asia-Europe Meeting
3. Minsk, Belarus — 11–12 febbraio 2015 — firma di Minsk II
4. Parigi, Francia — 2 ottobre 2015
5. Berlino, Germania — 19 ottobre 2016
6. Parigi, Francia — 9 dicembre 2019

A causa della pandemia di COVID-19, il vertice di marzo 2020 a Berlino è stato rinviato a tempo indeterminato.